# Stara Wieś (Leszczany)
Stara Wieś – część wsi Leszczany w Polsce położona w województwie lubelskim, w powiecie chełmskim, w gminie Żmudź.
W latach 1975–1998 Stara Wieś należała administracyjnie do województwa chełmskiego.